# Іриней (Фальковський)
Іван Якимович Фальковський, чернече ім'я Іриней (28 травня 1762, с. Білоцерківці, Пирятинська сотня, Лубенський полк, тепер Лубенський район, Полтавська область — 29 квітня 1823, Київ) — український науковець (історик, математик, географ, астроном), поет, ректор Києво-Могилянської академії, єпископ Чигиринський, Смоленський і Дорогобузький.

## Біографія
Народився у сім'ї священика о. Якима Фальковського, який згодом, після смерті дружини прийняв чернечий постриг у Київському Братському монастирі.

### Навчання
З 1772 навчався в Києво-Могилянській академії.
1775 — перервав навчання у класі поетики і виїхав з братом Степаном Фальковським до Токаю (Угорщина), де його батько отримав посаду священика домової церкви російської «Токайської комісії з заготівлі вин до царського двору». Комісію очолювали генерал-майор Федір Степанович Вишневецький (до 1749), за походженням українець, потім його син — генерал Гавриїл Вишневецький. Обидва охоче запрошували на службу студентів КМА, які, виконуючи незначні обов'язки в церкві, мали змогу навчатися за кордоном.
1777/78 навчальний рік І.Фальковський провів у протестантській школі, потім у піарській гімназії Пешта й Пресбурзькому ліцеї, де вивчав сучасні іноземні мови, зокрема угорську.
З 1780/81 навчального року коштом російського посла у Відні князя Дмитра Голіцина навчався в університеті Буди, де досконало вивчив історію, географію, експериментальну фізику й інші науки, особливо захоплювався математикою й астрономією, був одним із найкращих студентів університету. Іспити складав 1781 у Буді та 1782 у Пешті. Встановив зв'язки із сербськими й словацькими вченими. Свої майбутні наукові праці з географії «для всегдашней памяти о Венгрии и о Сербской благодетельствующей, мне нации» напише на основі досліджень учителів історії та географії Пресбурзького ліцею словаків Яна Томка Саскія та Матея Бела. Це була перша праця російською мовою з географії Угорщини. 1779 Фальковський написав вірш латинською мовою, присвячений історії Угорщини часів хрестових походів. Цікавими є його листи-оповідання, адресовані товаришу А.Ставицькому до Токаю, в яких є опис міст Зомбора, Керестеша, Геделе, замальовки угорських краєвидів тощо.

### Робота у Києво-Могилянській академії
Навесні 1783 Фальковський повернувся в Київ, відмовившись від посади писаря в російському посольстві у Відні та мотивуючи це тим, що хоче стати викладачем у Києві. Привіз із собою багато книг, частину яких передав до академічної бібліотеки. У КМА слухав богослов'я, вивчав єврейську та грецьку мови і в грудні 1783 був рекомендований на посаду викладача КМА.
1786 — прийняв чернечий постриг. Його послух, який тривав 8 років, полягав у читанні й перекладі щосуботи німецьких газет для митрополита Київському й Галицькому С.Миславського, який протегував молодому вченому.
Протягом 21 року Фальковський викладав у КМА алгебру, геометрію, астрономію, архітектуру, змішану математику, гідравліку, оптику, а також історію, географію, поезію, німецьку мову, філософію, теологію.
З 20 березня 1803 до 25 лютого 1804 — ректор КМА. На думку дослідників, Фальковський «був найкоштовнішим її надбанням», найобдарованішим серед усіх відомих в Російській імперії вчених кінця XVIII — початку XIX ст..
1804 — залишив КМА.

## Наукова та творча діяльність

### Астрономія
У КМА Фальковський відкрив фізико-математичний кабінет, в якому були земні й небесні глобуси, сфери Коперніка, повітряний насос, електрична машина, телескоп, астролябія, барометр тощо. При Михайлівському Золотоверхому монастирі він створив навіть маленьку обсерваторію.
У його курсах «Сферична астрономія» та «Теоретична астрономія» детально викладена кеплерівська теорія руху планет, описані рух Сонця і залежні від цього явища, а також рух Місяця та пов'язані з цим затемнення; вирішені задачі визначення часу майбутніх сонячних затемнень на 1795–1800, наводяться відомості про комети і змінні зорі.
У «Геометрії» розглянув питання, що стосуються фігури та розмірів Землі.
Видавав «Київські місяцеслови» — щорічники, в яких містилися відомості про положеннях Місяця і Сонця, про затемнення, а також статті на історичні теми.

### Музика та поезія
Фальковський захоплювався музикою, писав музичні твори. З його ініціативи після тривалої перерви відкрито клас нотного співу, який мав задовольнити потреби академічного хору та хору Київського Братського монастиря. Першими викладачами в ньому за рекомендацією Фальковського стали студент-філософ Й.Мохов та Г.Баранович.
При КМА Фальковський створив студентське Вільне піїтичне товариство (1792), метою якого було «повсякденне читання добрих книг». Бурсаки могли користуватися бібліотекою свого професора.
Труди свої Фальковський оцінював скромно: «Дорогій Вітчизні моїй потрібні знання, які я завжди любив».

## Церковні справи
З 1795 — архімандрит Гамаліївського Різдвобогородицького Харлампіївського монастиря Чернігівської єпархії та Київського Братського монастиря, з 1803 — Київського Пустинно-Миколаївського монастиря.
24 лютого 1807 — висвячений на єпископа Чигиринського й коад'ютора Київського.
1812–1813 — єпископ Смоленський і Дорогобузький; 1812 організував народне ополчення для боротьби проти армії Наполеона (за що пізніше отримав нагороду).
З 1813 — знову коад'ютор Київський і настоятель Михайлівського Золотоверхого монастиря. Намагався реорганізувати чернече життя, зробити його більш доцільним і корисним — навчав ченців проповідництву слова Божого, організував школу церковного співу, написав «Правила для упорядочения жизни монахов».
У ці роки Фальковський склав «Описание церков Черниговской епархии», «Описания Златоверхого Михайловского монастыря» та «Описание всех православных монастырей Киевщины».
Мав багато задумів, але помер, як мовиться в епітафії, перед розкритою Біблією «1823 года Апреля 29 дня в Неделю Фомину, на камнях в молитве к служенію Литургіи… Если время все уносит, то дела живут вечно».
Похований в Михайлівському Золотоверхому соборі в приділі св. Варвари. Поховання, як і собор, було знищене 1936 року.
Майно Фальковського дісталося у спадщину його небожам Бодянським, рукописи розпорошені по різних сховищах.

## Праці
Фальковський багато писав. Є автором псалмів, гімнів, елегій російською, німецькою, латинською та французькою мовами, складав стихарі, писав історичні, філософські, богословські твори, праці з географії, математики, фізики, астрономії, статистики, укладав підручники, календарі тощо.
Автор «Краткого географическаго описанія Венгріи», «Записокъ о Кіево-Могилянской академіи», «Сокращенія Церковной хронологіи, называемой наукой о Пасхаліи» (ця праця мала, крім теоретичного, й практичне застосування).
Найвідомішою працею був його підручник з догматико-полемічного богослов'я, яким користувалися у всіх духовних закладах, Christianae Ortodoxae Dohmatico-polemicae Theologiae, olim a clarissimo viro Theophane Procopowicz ejusque continuato rebus adornatae ac in tribus voluminibus primum anno MDCCLXXXIII [1783] editae Compendium («Стислий виклад християнського православного догматично-полемічного богослов'я, колись найяснішого мужа Теофана Прокоповича, продовжений і вдосконалений і вперше у трьох томах року 1783 відредагований»). У ньому автор систематизував здобутки богословської науки, висловив свою думку про богословські проблеми. Цією працею нагороджували найкращих студентів КМА.
Цікавим є своєрідний щоденник Фальковського «Размышленія ежедневныя, писанныя в 1787 году», сповнений молитовних роздумів, прагнень до подолання пристрастей, до вдосконалення.
Склав тлумачення до всіх послань апостола Павла, які містять короткі відомості про час, місце й мету їх написання, короткий аналіз змісту й самі тлумачення. Вони чіткі, ясні, доступні читачам. Для написання цієї праці Фальковський використав твори Йосифа Флавія, Страбона, Оригена, Івана Золотоустого, Аврелія Августина, Амвросія Медіоланського й багатьох інших духовних письменників. Але надруковані з них були лише «Толкованіе на посланіе апостола Павла к Римлянамъ» (1807) і «Толкованіе на посланіе апостола Павла к Галатамъ» (1807).
Значна частина 92-томної рукописної спадщини Фальковського (наукові праці, нариси, проповіді — близько 1300) зберігається в Інституті рукопису НБУВ і наразі не опублікована.
Перелік основних праць:
- Сокращеніе Церковной хронологіи, называемой наукой о Пасхаліи. — М., 1797.
- Christianae Ortodoxae Dohmatico-Polemicae Theologiae… Compendium. — K., 1802.
- Толкованіе на посланія Апостола Павла к Галатамъ. — К., 1807.
- Толкованіе на посланіе Апостола Павла к Римлянамъ. — К., 1807.
- Краткое жизнеописаниіе святыхъ. — К., 1876.
- Размышленія ежедневныя, писанныя в 1787 году. // Наук. записки ІУАДГ НАНУ 36. Праць молодих вчених та аспірантів, т. 2. — К., 1997.

## Вшанування пам'яті
У місті Пирятин є вулиця Івана Фальковського.